# Halimat Ismaila
Halimat Ismaila (* 3. červenec 1984, Ilorin) je nigerijská běžkyně, specializující se především na běhy na krátkou vzdálenost.

## Kariéra
Ismaila se poprvé mezinárodní veřejnosti představila na olympiádě v Pekingu 2008. V samostatném závodě v běhu na 100 metrů doběhla v prvním rozběhu na čtvrtém místě a nepostoupila.
V závodě štafet byla nominována jako náhradnice k týmu (dalšími členkami byly Ene Franca Idoko, Gloria Kemasuode, Agnes Osazuwa a Oludamola Osayomi), který v běhu na 100 metrů získal bronzové medaile. Ismaila nastoupila do finále, kde nahradila Osazuwaovou.